# پابلو دی بلاسیس
پابلو دی بلاسیس (انگلیسی: Pablo de Blasis؛ زادهٔ ۴ فوریهٔ ۱۹۸۸) بازیکن فوتبال اهل آرژانتین است که در پست هافبک تهاجمی یا وینگر برای باشگاه اسپانیایی کارتاخنا بازی می‌کند.